# Aqua Wing Arena
Aqua Wing Arena är en inomhushall i Nagano i Japan. Den började byggas 12 oktober 1995, och invigdes i september 1997 och kan ta in 5 000 åskådare. Ishockey spelades här vid olympiska vinterspelen 1998, och kälkhockey vid paralympiska vinterspelen 1998. Efter spelen byggdes hallen om från ishall till simhall.

### Fotnoter
1. ↑  ”Ice Hockey Stadium”. Shinmai Mainchi-tidningen. Arkiverad från originalet den 26 december 2016. https://web.archive.org/web/20161226195307/http://www.shinmai.co.jp/feature/oly-eng/kaijo/bighat.htm. Läst 24 mars 2018.
2. ↑  ”Nagano Athletic Park (Sports Park), Aqua Wing Ice Hockey Arena” (på engelska). Japanguides. Arkiverad från originalet den 4 mars 2016. https://web.archive.org/web/20160304042631/http://www.japanguides.net/nagano/nagano-athletic-park-sports-park.html. Läst 24 mars 2018.